# 130069 Danielgaudreau
130069 Danielgaudreau este o planetă minoră (asteroid) din centura de asteroizi. A fost descoperită pe 1 noiembrie 1999 la Catalina Station⁠(d) de Catalina Sky Survey. 
Obiectul prezintă o orbită caracterizată de o semiaxă mare de 2,6704456870864 UAi, o excentricitate de 0,24, o înclinație de 15,1 ° în raport cu ecliptica.